# Первое Мая (Минская область)
Первое Мая (бел. Первае (Першае) Мая), также Артель Первого Мая (бел. Арцель Першага Мая), ранее Водопой — деревня в Валевачском сельсовете Червенского района Минской области.

## География
Располагается в 18 километрах к северо-западу от райцентра, в 53 километрах от Минска, на реке Гать.

## История
На 1880-е годы населённый пункт существовал как урочище Водопой в составе Гребёнской волости Игуменского уезда Минской губернии. На 1917 год в урочище было 2 двора, проживали 15 человек (5 мужчин и 10 женщин). 20 августа 1924 года — на территории вновь образованного Гребёнского сельсовета Червенского района Минского округа (с 20 февраля 1938 — Минской области) В начале 1930-х[уточнить] к востоку от Водопоя была основана деревообрабатывающая артель. С 16 июля 1954 года — в составе Валевачского сельсовета. Название Первое Мая, по-видимому, присвоено во второй половине XX века. В 1980-е годы деревня входила в состав совхоза «Светоч». На 1990 год здесь было 32 дома, проживали 62 человека, работал магазин. На 1997 год насчитывалось 23 дома и 41 житель. Согласно Переписи населения Белоруссии 2019 года население деревни составило 12 человек.

## Промышленность
В деревне функционирует филиал № 3 ОАО «Минскжелезобетон».

## Население
- 1897 —
- 1917 — 2 двора, 15 жителей
- 1926 —
- 1990 — 32 двора, 62 жителя
- 1997 — 23 двора, 41 житель
- 2013 —
- 2019 — 12 жителей